# Faramea papillata
Faramea papillata är en måreväxtart som beskrevs av John Duncan Dwyer och M.Victoria Hayden. Faramea papillata ingår i släktet Faramea och familjen måreväxter.
Artens utbredningsområde är Panamá. Inga underarter finns listade i Catalogue of Life.